# Ясапати, Петра
Петра Ясапати (венг. Petra Jászapáti; род. 31 декабря 1998) — венгерская шорт-трекистка, бронзовый призёр Олимпийских игр 2022 года в смешанной эстафете, чемпионка Европы 2025 года, призёр чемпионата мира по шорт-треку 2017 года; четырёхкратный призёр чемпионата Европы по шорт-треку 2015, 2017, 2018 и 2025 годов; трёхкратный призёр разных этапов Кубка мира по шорт-треку сезона 2015/2016 и 2016/2017 года.

## Спортивная карьера
Петра Ясапати родилась в городе Сегед, медье Чонград, Венгрия. Её родители были не профессиональными спортсменами, а брат занимался шорт-треком. С детства катался на роликовых коньках. Начала кататься в шорт-треке с 2008 года. В настоящее время тренируется на базе клуба «Szegedi Korcsolyazo Egyesulet». В клубе за её подготовку отвечает Кристиан Сабо (венг. Kristian Szabo), а в национальной сборной китайский специалист Чжан Цзин (англ. Zhang Jing) и венгер Акос Банхиди (венг. Akos Banhidi). Обучается в Будапештском университете, где изучает немецкий язык и литературу.
Свою первую медаль на соревнованиях международного уровня Ясапати выиграла на чемпионате Европы по шорт-треку 2015 года, что проходил в голландском городе — Дордрехт. В эстафете среди женщин венгерская команда с результатом 4:18.658 (+0.574) финишировала третей, уступив более высокие позиции соперницам из Нидерландов (4:18.174 (+0.090) — 2-е место) и России (4:18.084 — 1-е место).
На зимних Олимпийских играх 2018 Петра Ясапати дебютировала в забеге на 500, 1000, 1500 м и эстафете. 13 февраля 2018 года во время четвертьфинального квалификационного забега второй группы на 500 м с результатом 43.053 она финишировала третей и прекратила дальнейшею борьбу за медали. В общем зачете Ясапати заняла 13-е место. 17 февраля 2018 года во время финального забега группы А на 1500 м с результатом 2:26.138 она финишировала шестой. В общем зачете Ясапати заняла 6-е место. 20 февраля 2018 года во время квалификационного забега третей группы на 1000 м с результатом 1:29.838 она финишировала четвёртой. В общем зачете Ясапати заняла 24-е место. 20 февраля в ледовом зале «Кёнпхо» во время финала В эстафеты среди женщин венгерские шорт-трекистки с результатом 4:03.603 финишировали вторыми и проиграли борьбу за бронзовые медали соперницам из Нидерландов (4:03.471 (мировой рекорд времени) — 1-е место). В общем зачёте женская команда из Венгрии заняла 4-е место.
На XXIV зимних Олимпийских играх в феврале 2022 года в Пекине, в первый день соревнований 5 февраля 2022 года в составе смешанной эстафетной команды завоевала бронзовую олимпийскую медаль.